# Matjaž Mlakar
Matjaž Mlakar (* 13. April 1981 in Sevnica, Jugoslawien) ist ein slowenischer Handballspieler. Er ist 1,89 m groß.
Mlakar, der für den slowakischen Spitzenverein HT Tatran Prešov spielt und für die slowenische Nationalmannschaft aufläuft, wird meist als Kreisläufer eingesetzt.
Matjaž Mlakar begann in seiner Heimatstadt mit dem Handballspiel. Später debütierte er für den RK Velenje in der ersten slowenischen Liga. Mit den Männern aus dem Nordosten Sloweniens gelang es ihm nie, am Serienmeister RK Celje vorbeizukommen; 2004 jedoch wurde Mlakar von ebendiesem verpflichtet. Mit Celje gewann er 2005 die slowenische Meisterschaft und 2006 das Double aus Meisterschaft und Pokal. Im selben Jahr kehrte er nach Velenje zurück, wo er 2007 die Vize-Meisterschaft errang und ins Pokalfinale einzog. 2009 gewann er erneut die Meisterschaft. Anschließend wechselte er zum RK Koper, mit dem er 2011 das Double errang. 2012 ging er zum RK Maribor Branik. Seit Januar 2014 läuft er für HT Tatran Prešov auf, mit dem er 2014 die slowakische Meisterschaft gewann.
Matjaž Mlakar nahm mit Slowenien an der Weltmeisterschaft 2007 in Deutschland teil und belegte dabei den 10. Platz. Bei der Europameisterschaft 2008 in Norwegen schied er mit seinem Land nach der Hauptrunde aus.